# Mecanismos da Mediunidade
Mecanismos da Mediunidade é um livro espírita, psicografado pelos médiuns Francisco Cândido Xavier e Waldo Vieira, com autoria atribuída ao espírito André Luiz, e publicado pela Federação Espírita Brasileira, no ano de 1960.
É a décima primeira obra da série do autor espiritual André Luiz chamada de Série André Luiz, composta de 16 livros. Esta série pode ser subdividida em duas partes: Coleção A Vida no Mundo Espiritual e Obras Complementares. Mecanismos da Mediunidade é a décima primeira obra da Coleção A Vida no Mundo Espiritual.
Dentro da Série André Luiz, Mecanismos da Mediunidade é o segundo dentre quatro livros psicografados em conjunto por Chico Xavier e Waldo Vieira. Os outros são Evolução em Dois Mundos, Sexo e Destino, e Desobsessão.

## Sinopse
Nos primeiros capítulos, o livro fornece noções sobre ondas, campo eletromagnético, estrutura atômica, radioatividade, etc., procurando estabelecer analogias destes conceitos com temas associados à mediunidade. Já nos capítulos finais, são tratados temas como hipnotismo, passes, obsessões, preces, etc.

## Algumas questões e críticas
A mediunidade é um tema que vem despertando interesse da psiquiatria desde a origem e difusão europeia do espiritismo a partir dos livros publicados por Allan Kardec (1804-1869). Celebres autores como Cesare Lombroso (1835-1909) e Carl Gustav Jung, (1875-1961) já se dedicaram ao tema. Em recente publicação Almeida  comenta que mesmo no século XXI ainda é um tema pouco estudado já tendo sido debatido por eminentes fundadores da moderna psicologia e psiquiatria. Entre os autores de sua revisão comenta a distinçao entre os que consideram a mediunidade como um fenômeno psicopatológico ou não. Entre os que associam a mediunidade a causas patológicas inclui Pierre Janet (1859-1947) e Sigmund Freud (1856-1939). Um caráter não patológico, de experiência ou vivência simbólica cita C. G. Jung e William James (1842-1910). Sem descartar autores que exploram o fenômeno como charlatanismo e/ou experiência religiosa destaca algumas linhas de pesquisa para estudo da mediunidade, a saber:  
- a fenomenologia destas vivências,
- o perfil psicológico e sociodemográfico dos médiuns,
- os mecanismos que produzem tais experiências,
- o diagnóstico diferencial com psicopatologia,
- estudos historiográficos sobre o apogeu e declínio das pesquisas sobre o tema

Outro aspecto do fenômeno da mediunidade, semelhante ao abordado no livro de Chico Xavier aqui analisado, são as questões relativas à dinâmica das ondas eltromagnéticas do cérebro, sono, sonhos, hipnose citando inclusive as experiência de I. Pavlov (1849-1936), mas não a utilização do eletroencefalograma, ou seja, aborda o tema de forma não científica em nosso paradigma. 
Pimentel, em artigo de revisão sobre fenômenos psíquicos/espirituais no século XIX, onde os temas sonambulismo, espiritualismo ou transe eram relevantes, assinala a contribuição desses estudos para compreensão da mente e seus transtornos, notadamente na área do inconsciente e da dissociação.  Algumas investigações sobre os correlatos neurais da consciência e expressões mentais por meio do desenvolvimento de métodos de imagiologia funcional do cérebro revelaram que regiões e sistemas cerebrais medeiam os diferentes aspectos da experiência religiosa. 
A investigação das experiências mediúnicas por C.G. Jung no início de sua carreira, depois publicados como "Sobre a psicologia e psicopatologia dos fenômenos chamados ocultos" (1902) e  "Sobre fenômenos espíritas" (1905) veio produzir resultados importantes na psicologia analítica. Segundo Maradi  parece ter contribuído significativamente para evidenciar a relativa autonomia dos conteúdos inconscientes, e a mistura, em suas manifestações, tanto de elementos recalcados quanto de conteúdos novos; as semelhanças observadas entre seus sistemas místicos espontâneos e outros sistemas arcaicos (inconsciente coletivo). Observe-se que em sua obra encontra-se referências a sistemas místicos orientais a exemplo do Livro tibetano dos mortos (Bardo todol), alquimia, yoga e meditação chinesa.  .